# 레오 바이스게르버

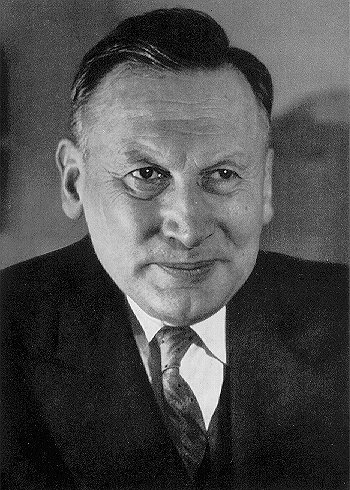

레오 바이스게르버(Leo Weisgerber, 1899년 2월 25일 ~ 1985년 8월 8일)는 켈트어파도 전문으로 하는, 로렌에서 태어난 독일의 언어학자이다. 각기 다른 언어가 각기 다른 경험을 만들어낸다는 사피어-워프 가설을 개발했다. 독일군의 젊인이로서 복무한 마을 교사의 아들이었다.
잡지 "Wörter und Sachen"의 편집장이었다. 제2차 세계 대전 후 그는 주로 본에서 교육을 했다.

## 같이 보기
- 얀 데 브리스